# Pinheyschna
Pinheyschna is een geslacht van echte libellen (Anisoptera) uit de familie van de glazenmakers (Aeshnidae).

## Soorten
- Pinheyschna meruensis (Sjöstedt, 1909)
- Pinheyschna moori (Pinhey, 1981)
- Pinheyschna rileyi (Calvert, 1892)
- Pinheyschna subpupillata (McLachlan, 1896)
- Pinheyschna waterstoni Peters & Theischinger, 2011
- Pinheyschna yemenensis (Waterston, 1985)